# Харм
Харм (на английски: Harm) е измислен суперзлодей на ДиСи Комикс.
Първата му поява е в „Young Justice“ #4 през януари 1999 година. Неговото алтер его е Уилям „Били“ Хейс. Той е дете, сираче, осиновено от семейство от средната класа, което има дъщеря Грета, позната по-късно като Сикрет. Още докато е малък, Грета вижда в него злата му същност, но Били я уверява, че винаги ще я закриля. Последната поява на Харм е в края на „Young Justice“ (#52-54). Той се отличава със сила както на тялото, така и на ума.
Героят е създаден от Питър Дейвид (сценарист) и Тод Наук (художник).